# میچورینسکی (استان بلگورود)
میچورینسکی (انگلیسی: Michurinsky, Belgorod Oblast) یک شهرک در بخش کوروچانسکی استان بلگورود کشور روسیه است.